# Zdzisław Pietrasik
Zdzisław Pietrasik (ur. 20 listopada 1947 w Sadówce, zm. 25 kwietnia 2017 w Warszawie) – polski krytyk filmowy i teatralny, dziennikarz, publicysta, szef działu kulturalnego tygodnika „Polityka”.

## Życiorys
Absolwent filologii polskiej na Uniwersytecie Łódzkim oraz studiów dziennikarskich na Uniwersytecie Warszawskim.
Publikował m.in. w „itd” i „Kulturze”, a następnie w „Polityce”, gdzie od wielu lat kierował działem kulturalnym. Zajmował się głównie krytyką filmową i relacjonowaniem wydarzeń z dziedziny kinematografii. Był także autorem artykułów na temat teatru oraz wydarzeń społeczno-kulturalnych.
Był pomysłodawcą nagrody kulturalnej Paszport „Polityki”, wręczanej od 1993. Należał do Stowarzyszenia Dziennikarzy Polskich (od 1973) oraz Stowarzyszenia Filmowców Polskich (od 1997).
Został pochowany na cmentarzu Wojskowym na Powązkach w Warszawie (kwatera M, rząd 6, miejsce 6).

## Odznaczenia
- 2011: Krzyż Kawalerski Orderu Odrodzenia Polski[5]
- 1987: Złoty Krzyż Zasługi
- 2005: Srebrny Medal „Zasłużony Kulturze Gloria Artis”[6]
- 1987: Odznaka „Zasłużony Działacz Kultury”[7]